# Tanacetum ulutavicum
Tanacetum ulutavicum là một loài thực vật có hoa trong họ Cúc. Loài này được Tzvelev miêu tả khoa học đầu tiên.